# Morits af Oranien
Morits, fyrste af Oranien og greve af Nassau-Dillenburg (hollandsk: Maurits) (14. november 1567 i Dillenburg – 23. april 1625 i Haag) var statholder i republikken Forenede Nederlande fra 1585 til sin død. Han var søn af Vilhelm den Tavse.
Morits organiserede oprøret mod spanierne og vandt flere slag. I 1609 blev der efter fransk mægling indgået en våbenstilstand, der varede i 12 år til 1621.
Han efterfulgtes af sin broder Frederik Henrik af Oranien
1. ↑  Navnet er anført på engelsk og stammer fra Wikidata hvor navnet endnu ikke findes på dansk.